# 2229 Mezzarco
2229 Mezzarco è un asteroide della fascia principale. Scoperto nel 1977, presenta un'orbita caratterizzata da un semiasse maggiore pari a 2,6947716 au e da un'eccentricità di 0,2648700, inclinata di 12,68681° rispetto all'eclittica.
L'asteroide è dedicato all'omonimo studio di una pittrice amica dello scopritore.